# Abracadabra (pel·lícula)
Abracadabra és una pel·lícula de comèdia escrita i dirigida per Pablo Berger i protagonitzada per Maribel Verdú, Antonio de la Torre Martín i José Mota.

## Argument
Carmen és una mestressa de casa del barri madrileny de Carabanchel, on viu juntament amb el seu marit Carlos, un obrer de la construcció i la seva filla Toñi. Arran de l'espectacle d'hipnosi que resalitza el seu cosí Pepe en un casament, a què el Carlos es presenta com a voluntari, la Carmen descobreix que el seu marit sembla estar posseït per un esperit maligne. És llavors quan comença una terrorífica i esbojarrada investigació per tal d'intentar recuperar-lo.

## Repartiment
| Personatge  | Actor                      |
| ----------- | -------------------------- |
| Carmen      | Maribel Verdú              |
| Carlos      | Antonio de la Torre Martín |
| Pepe        | José Mota                  |
| Toñi        | Priscilla Delgado          |
| Dr. Fumetti | Josep Maria Pou            |
| Tito        | Quim Gutiérrez             |
| Mariano     | Saturnino García           |
| Agustín     | Javivi                     |
| Pedro Luis  | Julián Villagrán           |
| Taxista     | Ramón Barea                |

## Recepció

### Crítica
Abracadabra compta amb crítiques ambivalents per part dels experts i el públic, que l'arriba a qualificar com "una mescla de gèneres que de vegades resulta hipnòtica i altres vegades simplement fallida" D'altra banda, el diari digital El Confidencial la va qualificar com "una de les pel·lícules més sorprenents i mutants de la temporada". A més, compta amb l'aprovació del lloc web FilmAffinity amb més de 50 ressenyes, amb una nota de 5,9.

### Taquilla
La pel·lícula es va estrenar durant l'estiu de 2017, arribant a recaudar 1,3 milions d'euros en les primeres tres setmanes.